# Пер фон Афцеліус
Пер фон Афцеліус (швед. Pehr von Afzelius; 14 грудня 1760 — 2 грудня 1843) — шведський лікар і викладач медицини.

## Біографія
Пер фон Афцеліус народився 14 грудня 1760 року в Скараборзі. Він став студентом в Уппсальському університеті в 1777 році, коли анатомія у цьому університеті тільки що отримала свого першого опікуна, Адольфа Мюррея, який пробудив інтерес Афцеліуса до медичного курсу. Після своєї дисертації на ступінь доктора філософії в 1782 році він став вже наприкінці 1783 року медичним ліцензіатом і захистив дисертацію на ступінь доктора медицини. У 1784–86 роках він навчався у провідних лікарів того часу в Парижі та Лондоні. За час своєї відсутності він був призначений викладачем медицини в Уппсальському університеті.
У 1788 році він був призначений хірургом в Академічній лікарні, отримав ім'я і звання асесора і довіреність бути полковим фельдфебелем лейб-гвардії, але також зберіг свої обов'язки в університеті. Йому також було наказано негайно супроводжувати полк до Фінляндії. Там для нього почалася нова діяльність, організаторська, і в 1789 році він став головним директором армійського лікарського заводу.
Після закінчення війни повернувся до університету. Після смерті Юхана Густава Акреля був призначений професором медицини в Уппсальському університеті в 1801 році, обіймаючи цю посаду протягом 19 років. У 1804 році, коли жовта гарячка загрожувала Швеції, йому було доручено запропонувати медичні заходи; як генерал-інспектор медичної допомоги армії, він здійснював тривалі поїздки по країні, і як медик життя при тодішньому спадкоємному принца Карла-Юхана, він супроводжував його під час орвіжської кампанії. Він був куратором у Готелі Брун з 1796 по 1824 рік.
Він також брав участь у роботі кількох комітетів з охорони здоров'я та боротьби з бідністю. Афцеліус отримав мандат Королівського архієпископа в той час, коли отримав доступ до кабінету життєвої медицини. Він був обраний в 1804 році членом Академії наук під номером 320, був її головою в 1812 році і був посвячений в лицарі в 1815 році. Ще в 1786 році він був названий членом Королівського медичного товариства в Единбурзі, а пізніше і іншими іноземними науковцями, такими як Філадельфійське наукове товариство. На церемонії вручення докторського ступеня медицини в 1835 році Афцеліус став ювілейним лікарем, в той же час депутати від шведського медичного товариства вручили йому золоту медаль, яка була відзначена його зображенням і девізом: «Prudenti Audacia».
Пер фон Афцеліус помер 2 грудня 1843 року в Швеції.